# Clan Mogami
El clan Mogami (最上氏 Mogami-shi?) fue un daimio japonés y eran una rama de la familia Ashikaga. En el periodo Sengoku, fue el Sengoku daimio que gobernó la provincia de Dewa que es ahora la prefectura de Yamagata y la prefectura de Akita.
El clan Mogami se deriva del clan Shiba que era una rama del clan Ashikaga. En el año 1354, Shiba Iekane (斯波家兼?) recibió órdenes de Ashikaga Takauji, y lucharon en contra de la Corte del Sur (南朝?) ejército en la región Ōu (奥羽?), lo que es ahora la región de Tohoku.
En 1356, envió a su hijo Iekane Shiba Kaneyori (斯波兼頼?) a la cuenca Yamagata como medida para hacer frente al ejército de la Corte del Sur. Kaneyori construyó el castillo de Yamagata en 1360, y ganó la batalla contra el ejército Corte del Sur en 1367. Después de eso, se estableció allí y tomó el nombre de "Mogami", la ciudad en la provincia de Dewa. Este es el origen del clan Mogami.
Al principio, el clan Mogami expandió su territorio, dando a los hijos del maestro mucha tierra. La descendencia de los hijos se convirtió en importantes retenedores del clan Mogami' y dominó a su territorio mediante el uso de estas conexiones de la familia de sangre.
En la era de Mogami Mitsuie (最上満家?), sin embargo, su dominio se derrumbó debido a las conexiones de la relación sanguínea debilitada, y su poder disminuyó. Al final, Mogami Yoshisada (最上義定?) perdió a Date Tanemune en 1514; después de mucha lucha y derramamiento de sangre en la niebla norte común, el clan Mogami es dominado por el clan Date. Después de la muerte Yoshisada, Mogami Yoshimori (最上義守?), 2 años después, se convirtió en el maestro en 1522.
En 1542, estalló una guerra entre Tanemune Date y su hijo Date Harumune. El poder del clan Date fue disminuido por esta guerra llamada la Guerra Tenbun (天文の乱?), y Yoshimori aprovechó esta oportunidad de tener éxito en conseguir la independencia de Date.
En los tiempos de Mogami Yoshiaki (最上義光?), amplió el territorio Mogami enormemente. Fue uno de los excelentes generales Sengoku, gracias a sus victorias contra los enemigos vecinos, uno tras otro. Como resultado, se le dio alrededor de 200.000 koku por Toyotomi Hideyoshi después del asedio de Odawara.
Yoshiaki apoyado por Tokugawa Ieyasu cuando la batalla de Sekigahara estalló en 1600, defendió su territorio contra el ataque del gran ejército del clan Uesugi, y saqueo el clan Uesugi de la zona Shonai.
Como recompensa, se le dio 570.000 koku por Ieyasu después de que la batalla de Sekigahara terminó, y el feudo Mogami se convirtió en el quinto más grande de Japón, con exclusión de las tierras en poder de los Tokugawa. Posteriormente, Mogami Yoshiaki desarrolló el control de inundaciones del río Mogami en su territorio, lo que permitió una navegación más segura del río y también para el riego para aumentar el cultivo de arroz, y éste fue uno de sus grandes éxitos. También reconstruyó y amplió el castillo de Yamagata y la ciudad a los alrededores del castillo.
En 1614, murió en el castillo de Yamagata. En 1622, su territorio fue confiscado al clan Mogami por el shogunato Tokugawa debido a sus luchas internas por el control del clan. Posteriormente, se convirtió en koke (高家?) y se le permitió continuar hasta ahora.